# Sébastien Melmoth
 (mai 2023).
Si vous disposez d'ouvrages ou d'articles de référence ou si vous connaissez des sites web de qualité traitant du thème abordé ici, merci de compléter l'article en donnant les références utiles à sa vérifiabilité et en les liant à la section « Notes et références ».
Pour les articles homonymes, voir Sébastien et Melmoth.
Sébastien Melmoth est le pseudonyme adopté par Oscar Wilde lors de son exil en France entre 1897 et 1900.
C'est une référence au roman de Charles Robert Maturin Melmoth the Wanderer (1820), l'un des romans fondateurs du courant gothique en littérature. Maturin était par ailleurs le grand-oncle de Wilde.